# Жук Ісак Абрамович
Ісак Абрамович Жук (нар. 16 грудня 1902, Полтава — пом. 4 травня 1973, Москва) — російський радянський скрипаль. Брат композитора Олександра Жука, батько скрипаля Валентина Жука.

## Біографія
Народився 3 [16] грудня 1902 року в місті Полтаві (тепер Україна) в багатодітній сім'ї кравця. Навчався у Іоахіма Ґольдберґа в Полтаві, впродовж 1924–1925 років у Ленінгрській консерваторії (клас Сергія Коргуєва), 1930 року закінчив Московську консерваторію (клас Абрама Ямпольського).
Артистичну діяльність розпочав 1917 року у Полтаві. З 1926 року — артист, впродовж 1930–1952 років — концертмейстер-соліст оркестру Большого театру. 1931 року організував і очолив Квартет Большого театру, який діяв до 1968 року. У 1930–1940-х роках багато виступав як соліст. Вперше в СРСР виконав 1-й Скрипковий концерт Кароля Шимановського і Скрипковий концерт Віссаріона Шебаліна. 
Впродовж 1952–1969 років — головний концертмейстер-соліст Державного симфонічного оркестру СРСР. Багато гастролював в СРСР і за кордоном. Неодноразово завойовував призи на престижних міжнародних конкурсах. Помер в Москві 4 травня 1973 року. Похований в Москві на Головинському цвинтарі.

## Відзнаки
- Орден «Знак Пошани» (2 червня 1937);
- Заслужений артист РРФСР з 1951 року.